# Oulun Kärpät
Oulun Kärpät je profesionální finský hokejový tým. Byl založen v roce 1946.
V Kärpätu v minulosti působilo několik českých hokejových hráčů: Petr Tenkrát (2002-2003, 2003-2004, 2004-2005 a 2005-2006), Vladimír Machulda (2003-2004), Martin Štěpánek (2003-2004), Michal Broš (2005-2006, 2006-2007 a 2007-2008), Viktor Ujčík (2004-2005, 2005-2006 a 2006-2007) a Ondřej Kratěna (2007-2008). Na podzim roku 2009 se k týmu přidal další český hráč Pavel Rosa. Momentálně v Oulu působí v A týmu Kärpätu 1 český hráč: Ivan Huml. Vladimír Eminger, který působil v Oulu několik sezón a je mistrem Finska z loňské sezóny,odešel v listopadu 2014 do Sparty Praha. Řady Čechů od sezóny 2013-2014 posílil v juniorské nejvyšší Nuorten SM lize nadějný teprve 17letý hráč Radek Koblížek, ten je zároveň hráčem české reprezentační devatenáctky, V Oulu se také narodil hokejista Mikael Granlund.

## Češi a Slováci v týmu
| Ročník                      | Hráči ČR                                                                                        | Link |
| --------------------------- | ----------------------------------------------------------------------------------------------- | ---- |
| 2002/2003                   | Petr Tenkrát, Petr Ton                                                                          |      |
| 2003/2004                   | Martin Štěpánek, Vladimír Machulda, Petr Tenkrát                                                |      |
| 2004/2005                   | Zdeněk Nedvěd, Petr Tenkrát, Viktor Ujčík                                                       |      |
| 2005/2006                   | Vítězslav Bílek, Michal Broš, Petr Tenkrát, Viktor Ujčík                                        |      |
| 2006/2007                   | Michal Broš, Viktor Ujčík                                                                       |      |
| 2007/2008                   | Jan Novák, Michal Broš, Ondřej Kratěna                                                          |      |
| 2008/2009                   | nikdo                                                                                           |      |
| 2009/2010                   | Lukáš Kašpar, Pavel Rosa                                                                        |      |
| 2010/2011                   | Vladimir Sičák, Jan Snopek, Ivan Huml, Kamil Kreps, Michal Milotínský, Pavel Rosa, Petr Tenkrát |      |
| 2011/2012                   | Vladimír Eminger, Jan Snopek, Ivan Huml, Jakub Šindel, Michal Vondrka                           |      |
| 2012/2013                   | Vladimír Eminger, Ivan Huml, Tomáš Plíhal                                                       |      |
| 2013/2014                   | Vladimír Eminger, Ivan Huml, David Květoň                                                       |      |
| 2014/2015                   | Vladimír Eminger 26.11.2014 odchod do HC Sparta Praha, Ivan Huml, Lukáš Kašpar                  |      |
| 2015/2016                   | Ivan Huml                                                                                       |      |
| 2016/2017                   | Radek Koblížek, Jiří Tlustý , Jan Hruška                                                        |      |
| 2017/2018                   | Radek Koblížek                                                                                  |      |
| 2018/2019                   | Radek Koblížek                                                                                  |      |
| 2019/2020                   | Radek Koblížek, Jakub Krejčík                                                                   |      |
| 2020/2021                   | Radek Koblížek, Libor Šulák                                                                     |      |
| 2021/2022                   | Rudolf Červený, Radek Koblížek, Libor Šulák, David Sklenička (přišel 28. 2. 2022)               |      |
| 2022/2023                   | nikdo                                                                                           |      |
| 2023/2024                   | Martin Jandus                                                                                   |      |
| 2024/2025                   | Martin Jandus odchod do HC Oceláři Třinec, Michal Kovařčík, Dominik Mašín                       |      |
| 2025/2026                   | Jiří Ticháček, Matyáš Kantner                                                                   |      |
| Zdroj na eliteprospects.com |                                                                                                 |      |

## Přehled ligové účasti
| Finsko (1946 – ) |               |                  |                                                                                   |                    |
| Sezóny           | Soutěž        | ZČ               | Play-off, nadstavba, sk. o udržení...                                             | Kapitán            |
| 1977/1978        | SM-liiga      | 7. místo         | Ne                                                                                | bez kapitána       |
| 1978/1979        | SM-liiga      | 10. místo        | Ne                                                                                | Veikko Torkkeli    |
| 1979/1980        | SM-liiga      | Bronzová medaile | Semifinále prohra s HIFK Hockey 1 : 3                                             | Veikko Torkkeli    |
| 1980/1981        | SM-liiga      | Bronzová medaile | Finále výhra s Tappara 3 : 2                                                      | Veikko Torkkeli    |
| 1981/1982        | SM-liiga      | 5. místo         | Čtvrtfinále prohra s Porin Ässät 1 : 2                                            | Veikko Torkkeli    |
| 1982/1983        | SM-liiga      | 8. místo         | Ne                                                                                | Veikko Torkkeli    |
| 1983/1984        | SM-liiga      | Bronzová medaile | Semifinále prohra s Porin Ässät 2 : 3                                             | Markku Kiimalainen |
| 1984/1985        | SM-liiga      | Stříbrná medaile | Semifinále prohra s Tampereen Ilves 1 : 3                                         | Markku Kiimalainen |
| 1985/1986        | SM-liiga      | 4. místo         | o 3. místo výhra s TPS Turku 2 : 0                                                | Markku Kiimalainen |
| 1986/1987        | SM-liiga      | Zlatá medaile    | Finále prohra s Tappara 1 : 4                                                     | Markku Kiimalainen |
| 1987/1988        | SM-liiga      | 6. místo         | Ne                                                                                | Kai Suikkanen      |
| 1988/1989        | SM-liiga      | 11. místo        | Ne                                                                                | Kai Suikkanen      |
| 1989/1990        | I-divisioona  |                  |                                                                                   | bez kapitána       |
| 1990/1991        | I-divisioona  |                  |                                                                                   | bez kapitána       |
| 1991/1992        | I-divisioona  |                  |                                                                                   | bez kapitána       |
| 1992/1993        | I-divisioona  |                  |                                                                                   | bez kapitána       |
| 1993/1994        | I-divisioona  |                  |                                                                                   | bez kapitána       |
| 1994/1995        | II-divisioona |                  |                                                                                   | bez kapitána       |
| 1995/1996        | I-divisioona  |                  |                                                                                   | bez kapitána       |
| 1996/1997        | I-divisioona  |                  |                                                                                   | bez kapitána       |
| 1997/1998        | I-divisioona  |                  |                                                                                   | bez kapitána       |
| 1998/1999        | I-divisioona  |                  |                                                                                   | bez kapitána       |
| 1999/2000        | I-divisioona  |                  |                                                                                   | bez kapitána       |
| 2000/2001        | SM-liiga      | 8. místo         | Semifinále prohra s TPS Turku 0 : 3                                               | Jari Laukkanen     |
| 2001/2002        | SM-liiga      | 6. místo         | Čtvrtfinále prohra s Jokerit Helsinky 1 : 3                                       | Jari Laukkanen     |
| 2002/2003        | SM-liiga      | Bronzová medaile | Finále prohra s Tappara 0 : 3                                                     | Lasse Kukkonen     |
| 2003/2004        | SM-liiga      | Stříbrná medaile | Finále výhra s TPS Turku 3 : 1                                                    | Sakari Palsol      |
| 2004/2005        | SM-liiga      | Zlatá medaile    | Finále výhra s Jokerit Helsinky 3 : 1                                             | Sakari Palsol      |
| 2005/2006        | SM-liiga      | Zlatá medaile    | o 3. místo prohra s HIFK Hockey 0 : 1                                             | Lasse Kukkonen     |
| 2006/2007        | SM-liiga      | Zlatá medaile    | Finále výhra s Jokerit Helsinky 3 : 0                                             | Jari Viuhkola      |
| 2007/2008        | SM-liiga      | Zlatá medaile    | Finále výhra s Espoo Blues 4 : 1                                                  | Ilkka Mikkola      |
| 2008/2009        | SM-liiga      | 5. místo         | Finále prohra s JYP Jyväskylä 0 : 4                                               | bez kapitána       |
| 2009/2010        | SM-liiga      | 9. místo         | Čtvrtfinále prohra s JYP Jyväskylä 3 : 4                                          | Ilkka Mikkola      |
| 2010/2011        | SM-liiga      | 8. místo         | Předkolo prohra s Espoo Blues 1 : 2                                               | Ilkka Mikkola      |
| 2011/2012        | SM-liiga      | 7. místo         | Čtvrtfinále prohra s Pelicans 3 : 4                                               | Ilkka Mikkola      |
| 2012/2013        | SM-liiga      | 7. místo         | Předkolo prohra s Lukko Rauma 1 : 2                                               | Ilkka Mikkola      |
| 2013/2014        | Liiga         | Zlatá medaile    | Finále výhra s Tappara 4 : 3                                                      | bez kapitána       |
| 2014/2015        | Liiga         | Zlatá medaile    | Finále výhra s Tappara 4 : 3                                                      | Lasse Kukkonen     |
| 2015/2016        | Liiga         | Stříbrná medaile | Semifinále prohra s Tappara 3 : 4                                                 | bez kapitána       |
| 2016/2017        | Liiga         | 8. místo         | Předkolo prohra s HIFK Hockey 0 : 2                                               | Lasse Kukkonen     |
| 2017/2018        | Liiga         | Zlatá medaile    | Finále výhra s Tappara 4 : 2                                                      | Lasse Kukkonen     |
| 2018/2019        | Liiga         | Zlatá medaile    | Finále prohra s Hämeenlinnan Pallokerho 3 : 4                                     | bez kapitána       |
| 2019/2020        | Liiga         | Zlatá medaile    | Ročník zrušen po odehrání základní části a nadstavby z důvodu Pandemie covidu-19. | bez kapitána       |
| 2020/2021        | Liiga         | 7. místo         | Čtvrtfinále prohra s HIFK Hockey 0 : 3                                            | Mika Pyörälä       |
| 2021/2022        | Liiga         | 6. místo         | Čtvrtfinále prohra s Tampereen Ilves 3 : 4                                        | Atte Ohtamaa       |
| 2022/2023        | Liiga         | 7. místo         | Předkolo prohra s KooKoo 1 : 2                                                    | Atte Ohtamaa       |
| 2023/2024        | Liiga         | 4. místo         | o 3. místo výhra s KalPa 3 : 2                                                    | Marko Anttila      |
| 2024/2025        | Liiga         | 13. místo        | Ne                                                                                |                    |
| 2025/2026        | Liiga         |                  |                                                                                   |                    |